# Camp Windsor

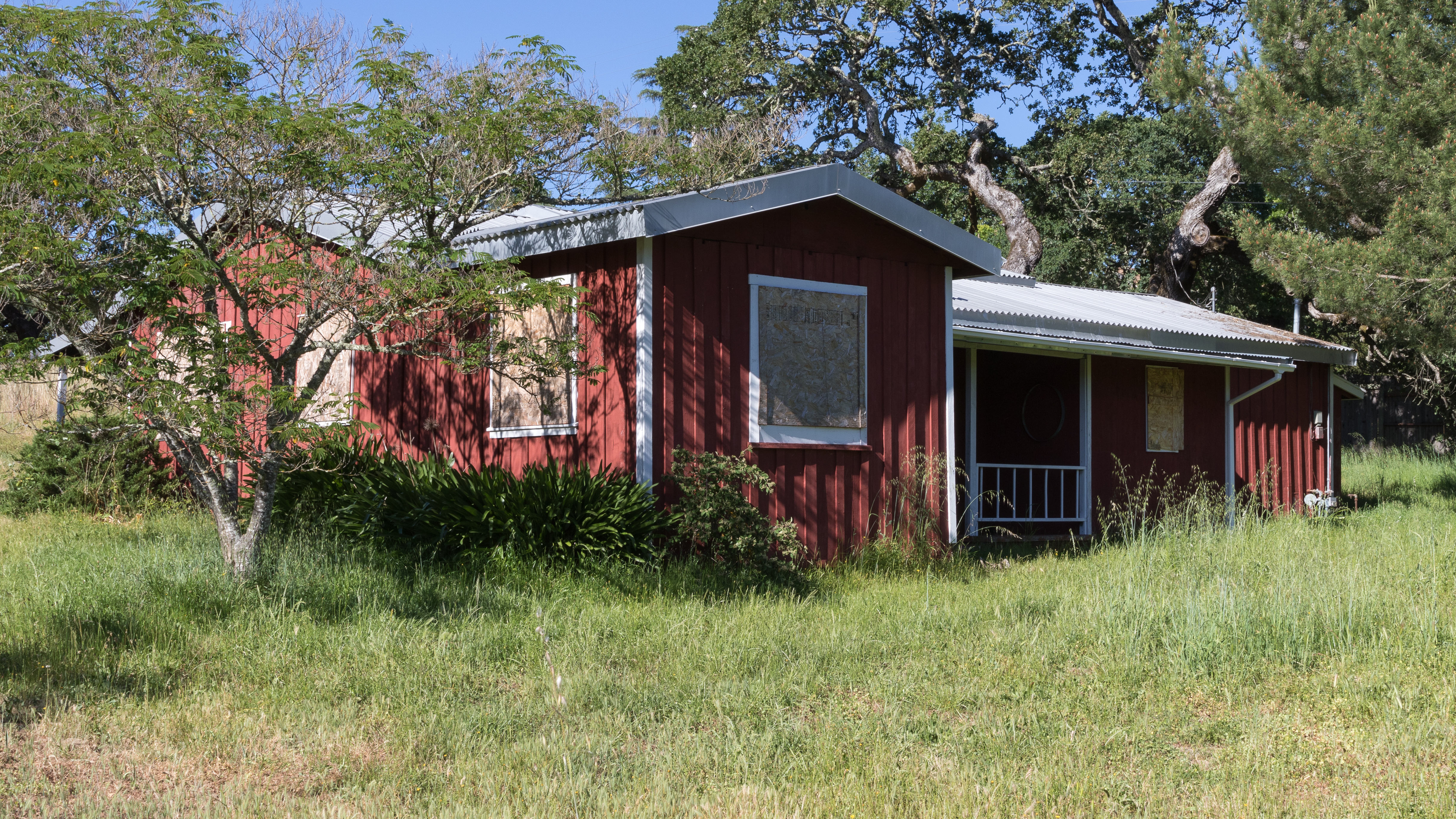
Verlassenes Gebäude auf dem Gelände des ehemaligen Kriegsgefangenenlagers in Windsor

Camp Windsor war ein ehemaliges Wanderarbeitslager nahe der kalifornischen Ortschaft Windsor, das ab 1944 als Lager für deutsche Kriegsgefangene diente. Während und nach dem Zweiten Weltkrieg war Camp Windsor ein Zweiglager des bei Marysville im kalifornischen Längstal gelegenen Camps Beale, der heutigen Beale Air Force Base.
Die in Camp Windsor internierten Kriegsgefangenen bestanden vor allem aus  U-Boot-Besatzungen und Angehörigen des Deutschen Afrikakorps. Sie halfen während ihrer Gefangenschaft beim Anbau von Trauben, Äpfeln und Pflaumen im  agrarisch geprägten Sonoma County.
Nachdem die Existenz von Camp Windsor in Vergessenheit geraten war, produzierte die amerikanische Filmemacherin Robyn Kasper einen rund halbstündigen Dokumentarfilm über das Kriegsgefangenenlager, der 2015 durch die Sonoma County Historical Society, einen lokalen Geschichtsverein, mit dem Jack Taylor Media Award ausgezeichnet wurde.

## Galerie

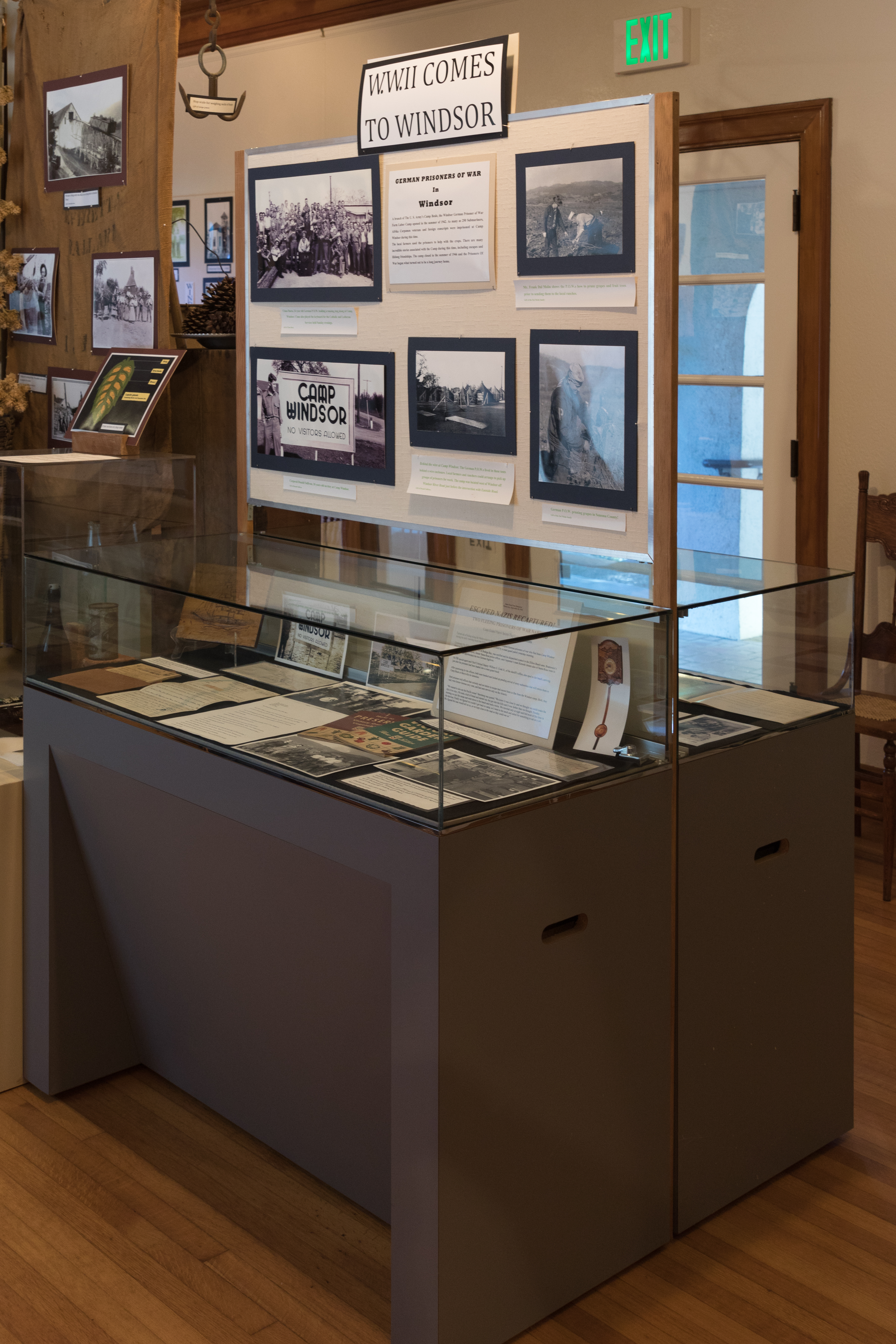
Ausstellung „WWII comes to Windsor“ (dt. Der Zweite Weltkrieg kommt nach Windsor) im Hembree House Museum
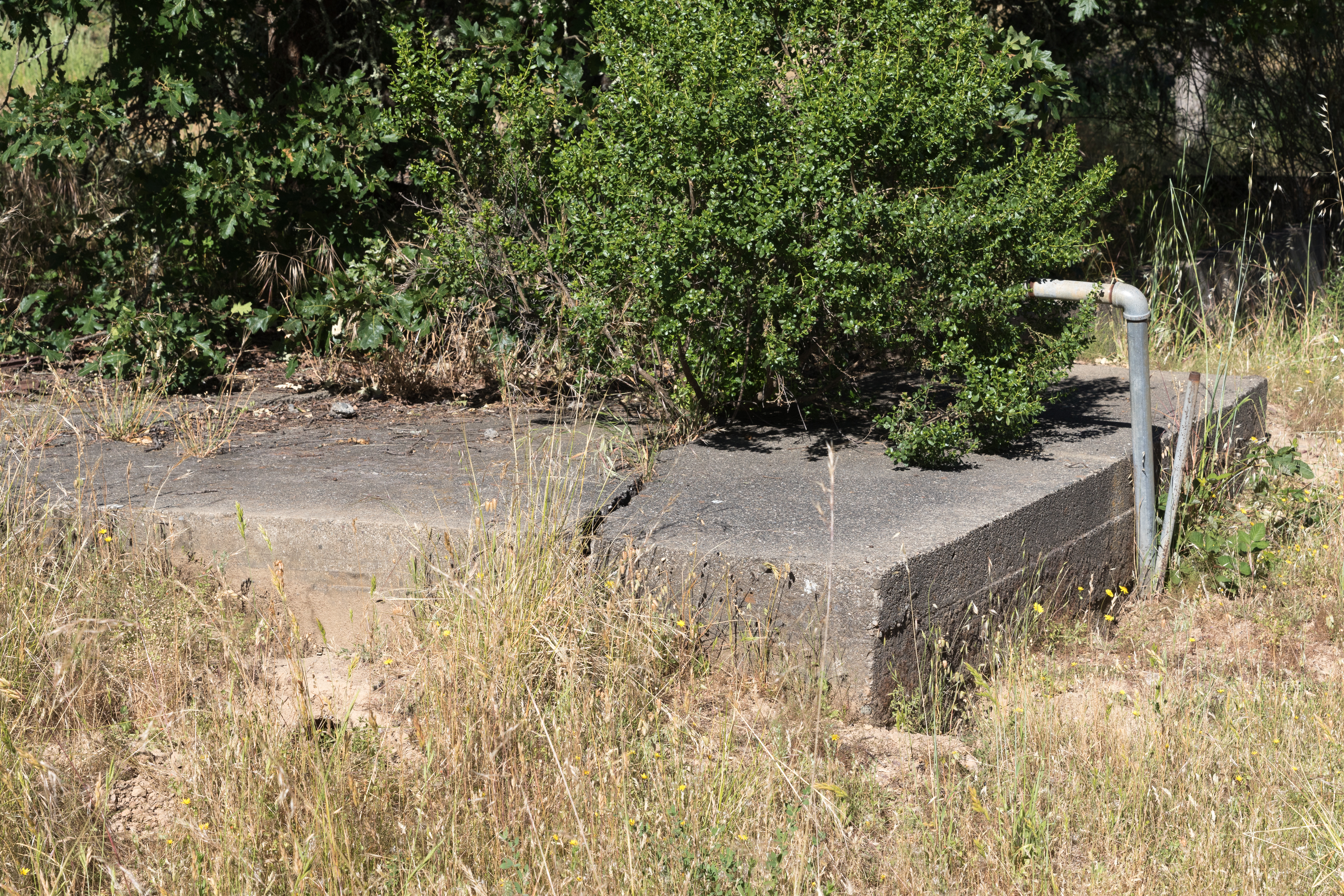
Überreste auf dem Gelände des ehemaligen Gefangenenlagers
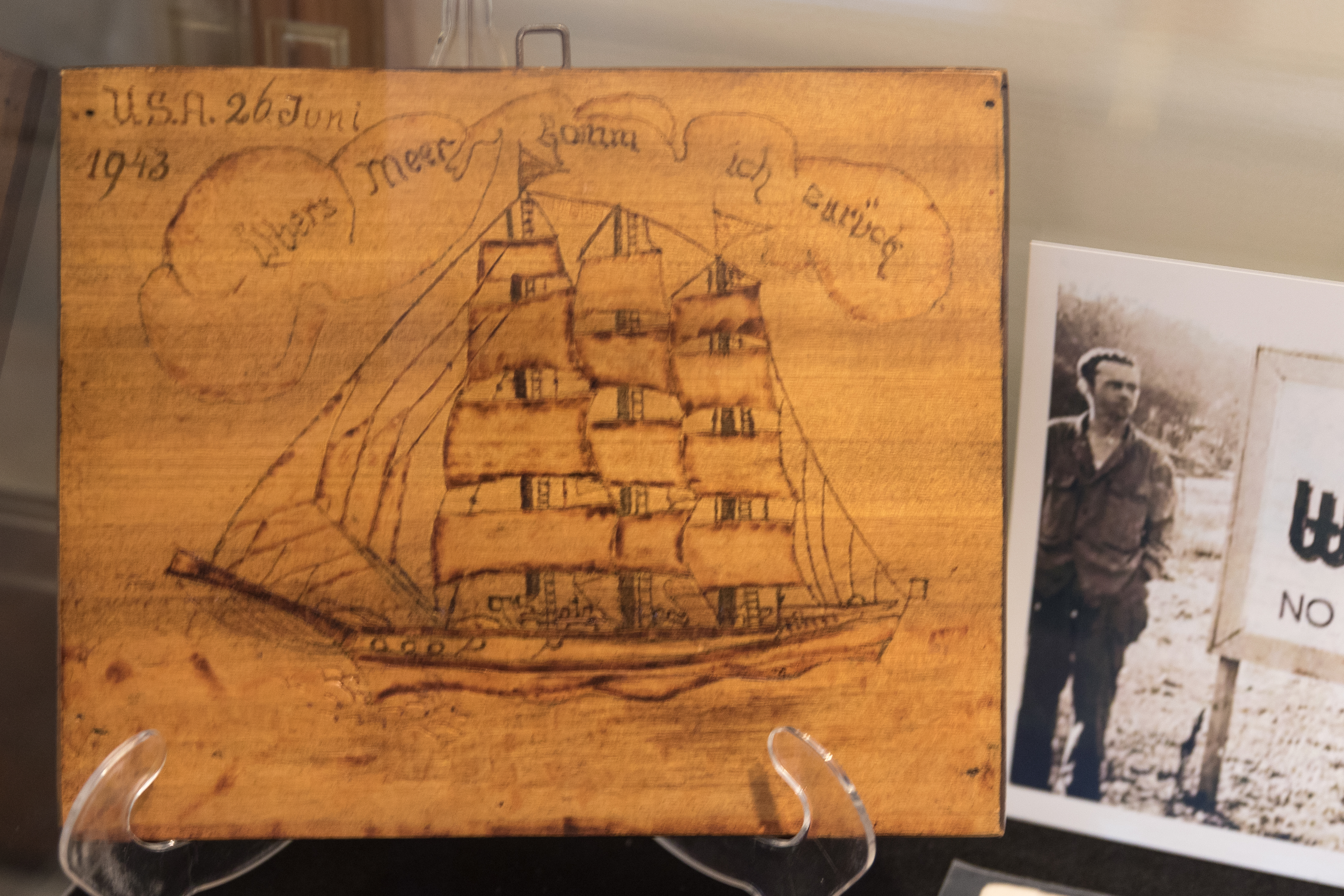
Über’s Meer komm’ ich zurück – Schnitzerei eines deutschen Kriegsgefangenen